# Kosso Eloul
Kosso Eloul d’origine israélienne, né en Russie dans la ville de Mouron en 1920 et mort en 1995 à Toronto est un sculpteur.  

## Biographie
Kosso Eloul a débuté sa formation artistique en 1938 à Art Tel Aviv, à l’atelier du sculpteur israélien Itzhak Danziger, pionnier du mouvement cananéen. De  1939 à 1943,  il poursuit sa formation à l’Art Institute of Chicago où il est l’élève de Frank Lloyd Wright et à partir de 1943, à la Chicago School of Design avec László Moholy-Nagy. La même année, il s'installe à Philadelphie et s‘engage dans la marine américaine de 1943 à 1944. Après la Seconde Guerre mondiale, il retourne en Palestine et participe à la guerre israélo-arabe de 1948. Par la suite, il ouvre un atelier à Ramat Gan et rejoint le groupe d'artistes New Horizons. En 1958, il représente Israël à la 29e Biennale de Venise. À la suite de sa participation au premier Symposium de sculpture organisé en Yougoslavie, en 1961, il organise un événement semblable dans le désert du Néguev en 1962.
Il est reconnu pour avoir pris part, à de nombreux colloques et symposiums de sculptures en Israël, au Québec, au Canada et à l’étranger. Il a réalisé plusieurs projets d’œuvres d’art public dans différentes villes d’Israël, des États-Unis et du Canada et aussi à Mexico et à l’ambassade du Canada en Chine à Pékin.
Il quitte Israël en 1964 et s’installe de façon définitive à Toronto en 1969, ville canadienne où il partage sa vie avec la peintre montréalaise Rita Letendre jusqu’en 1995, année de son décès.

## Démarche
Dès le début des années 1960, Kosso Eloul délaisse l’art figuratif et s’engage pleinement dans l’abstraction. Il développe une pratique en sculpture à partir de formes géométriques caractérisées par une absence d’ornement dont les masses sont d’une grande simplicité et pureté. Une mise en équilibre de volumes de dimension imposante en aluminium brossé ou d’acier peint semblent déjouer toute loi de la gravité. La suggestion de mouvement et de tension que le positionnement des masses induit est une métaphore du rythme rapide et en perpétuel changement de la vie. Son travail s’inscrit dans le courant du modernisme, fondateur des mouvements de l’abstraction et du minimalisme.

## Galerie

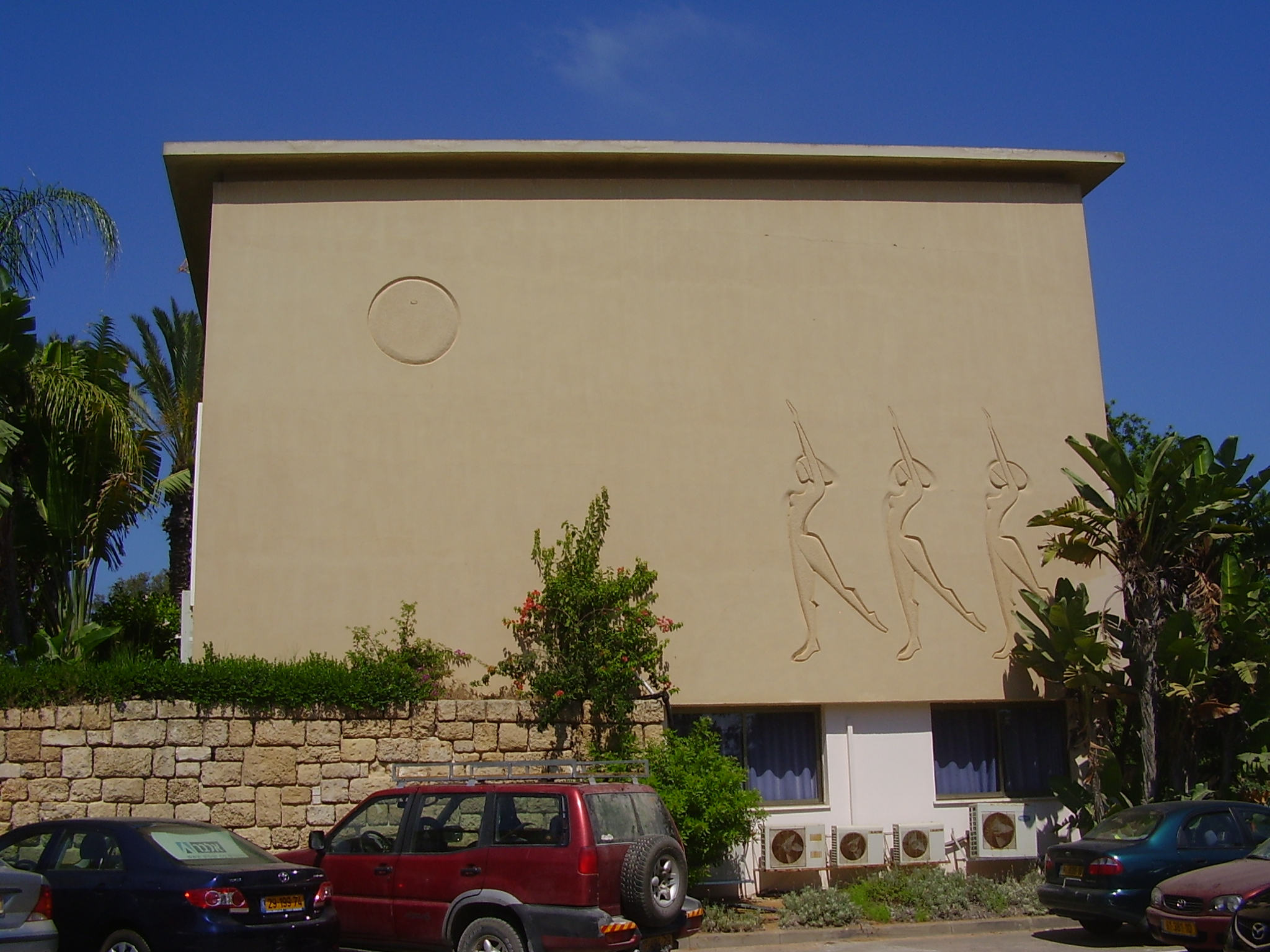
Wingate Institute
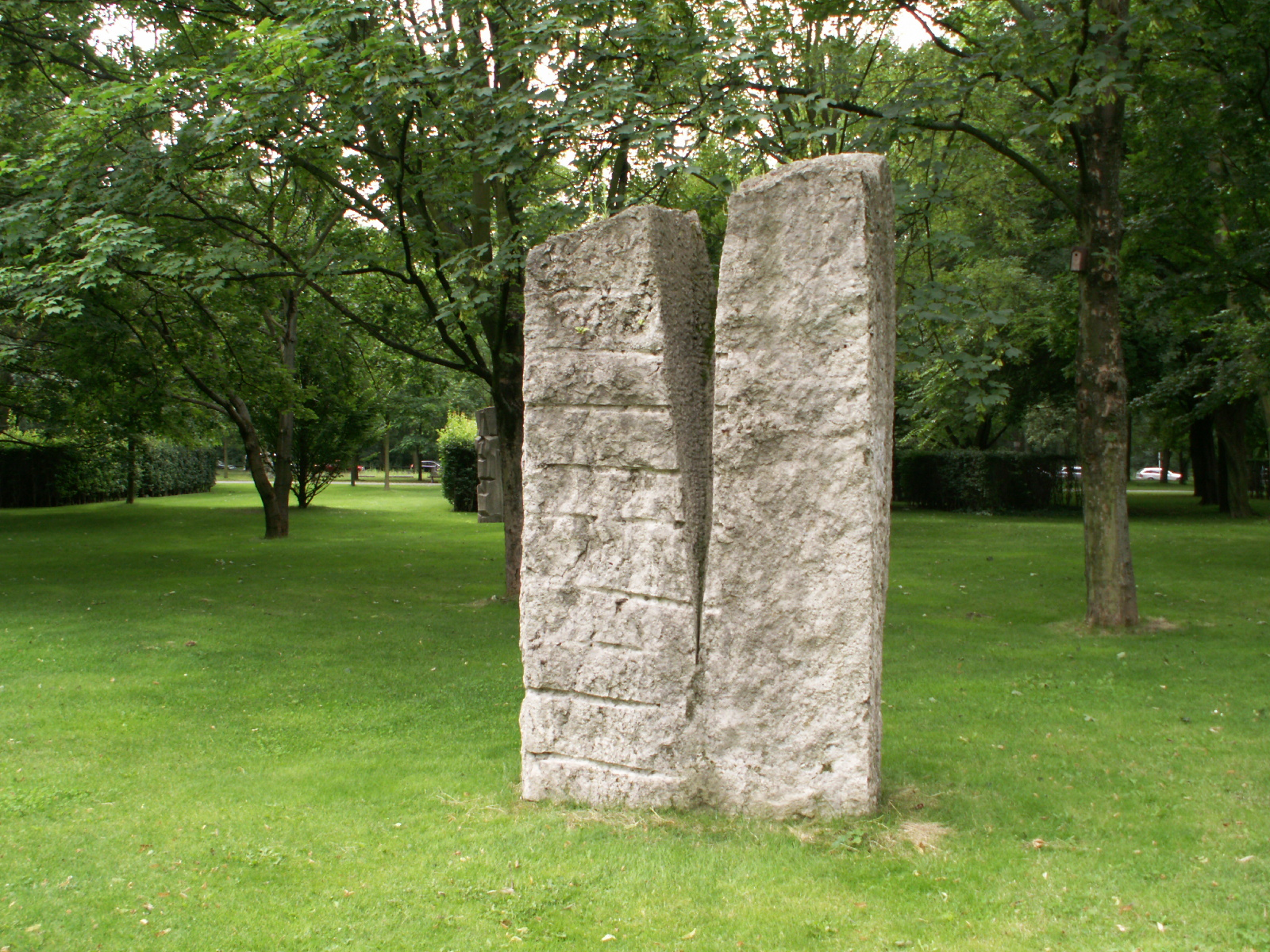
Berlin Symposium, 1961-1963
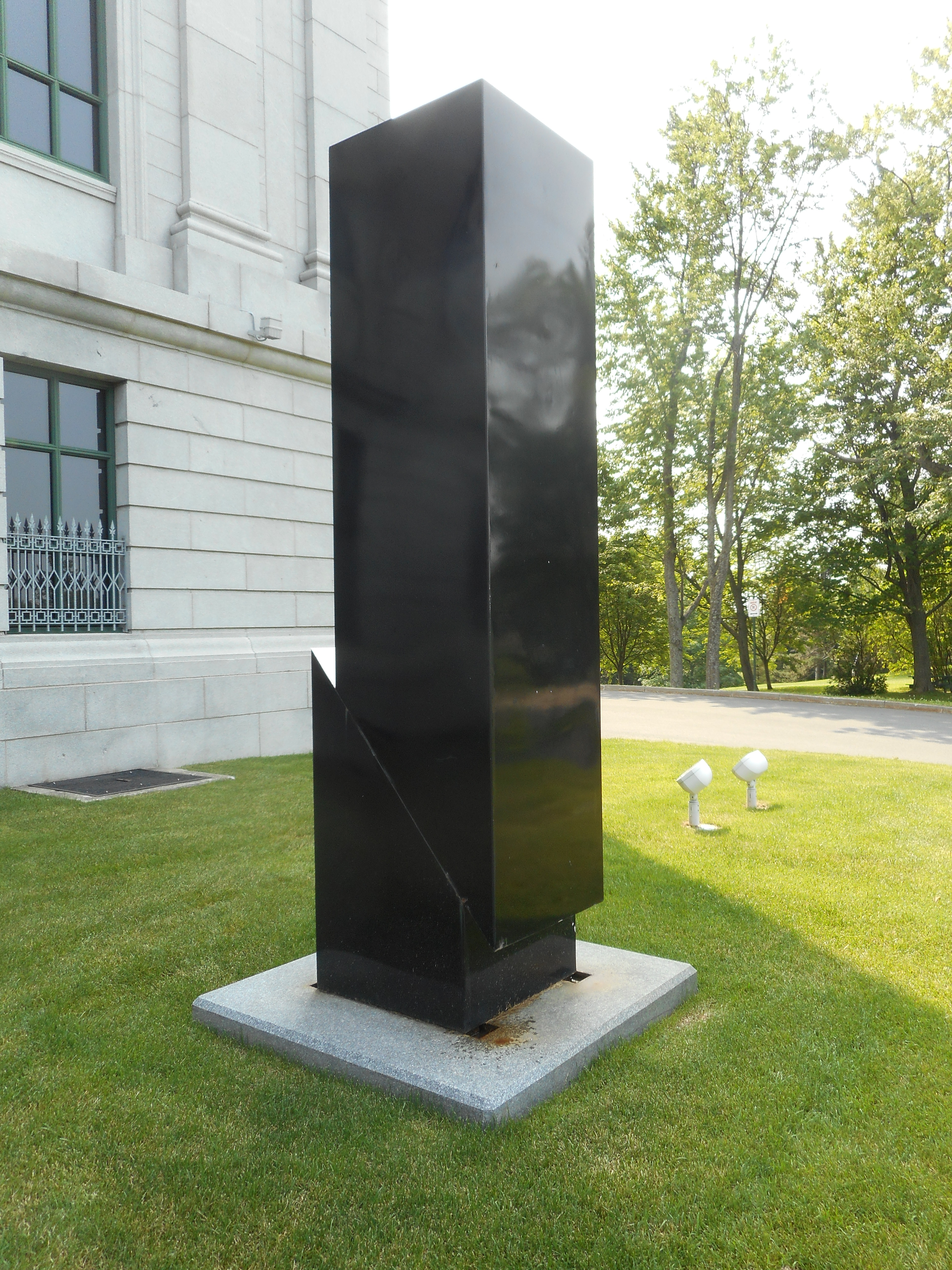
Toron, 1979, MNBAQ
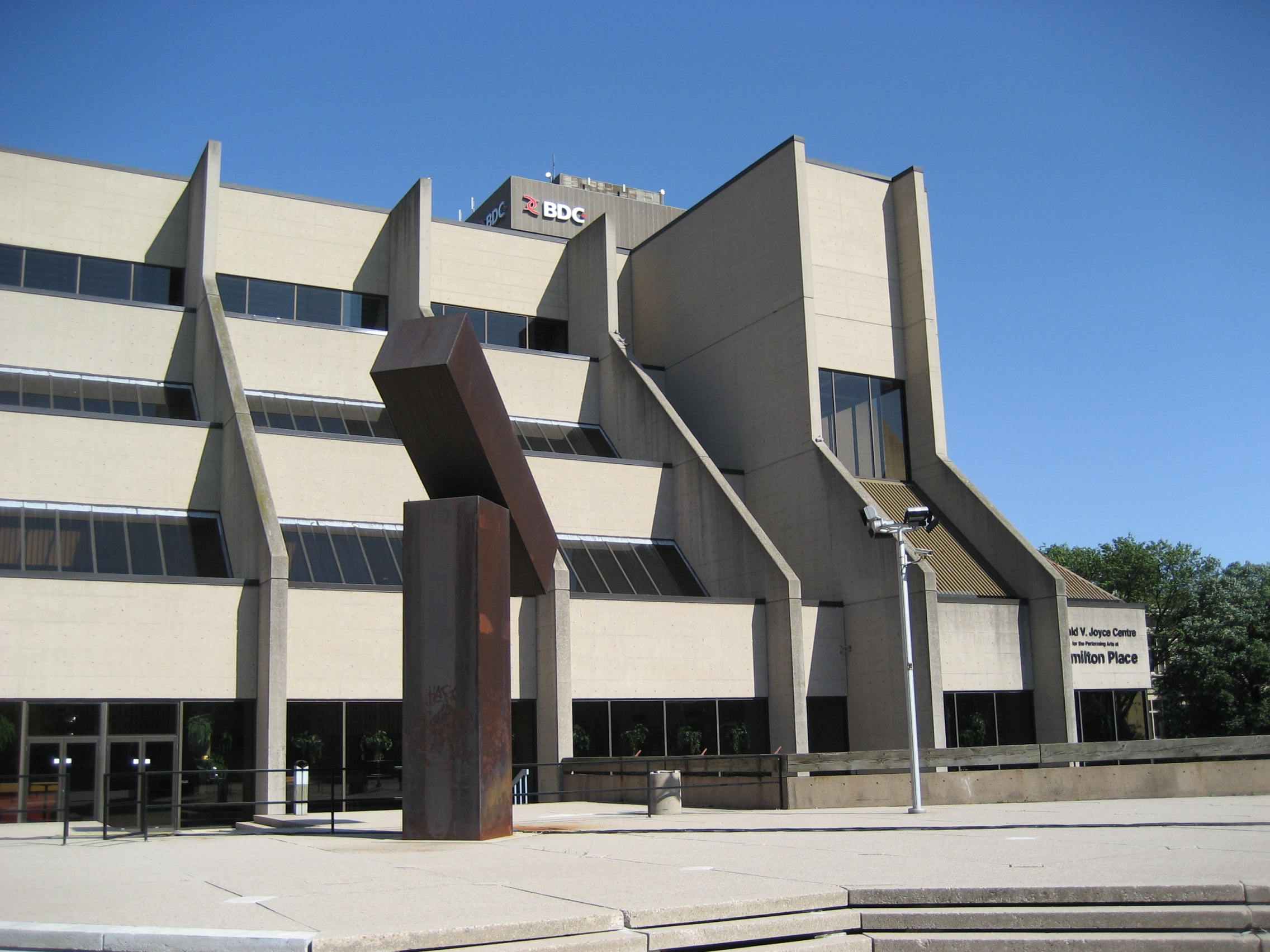
Hamilton, Canada
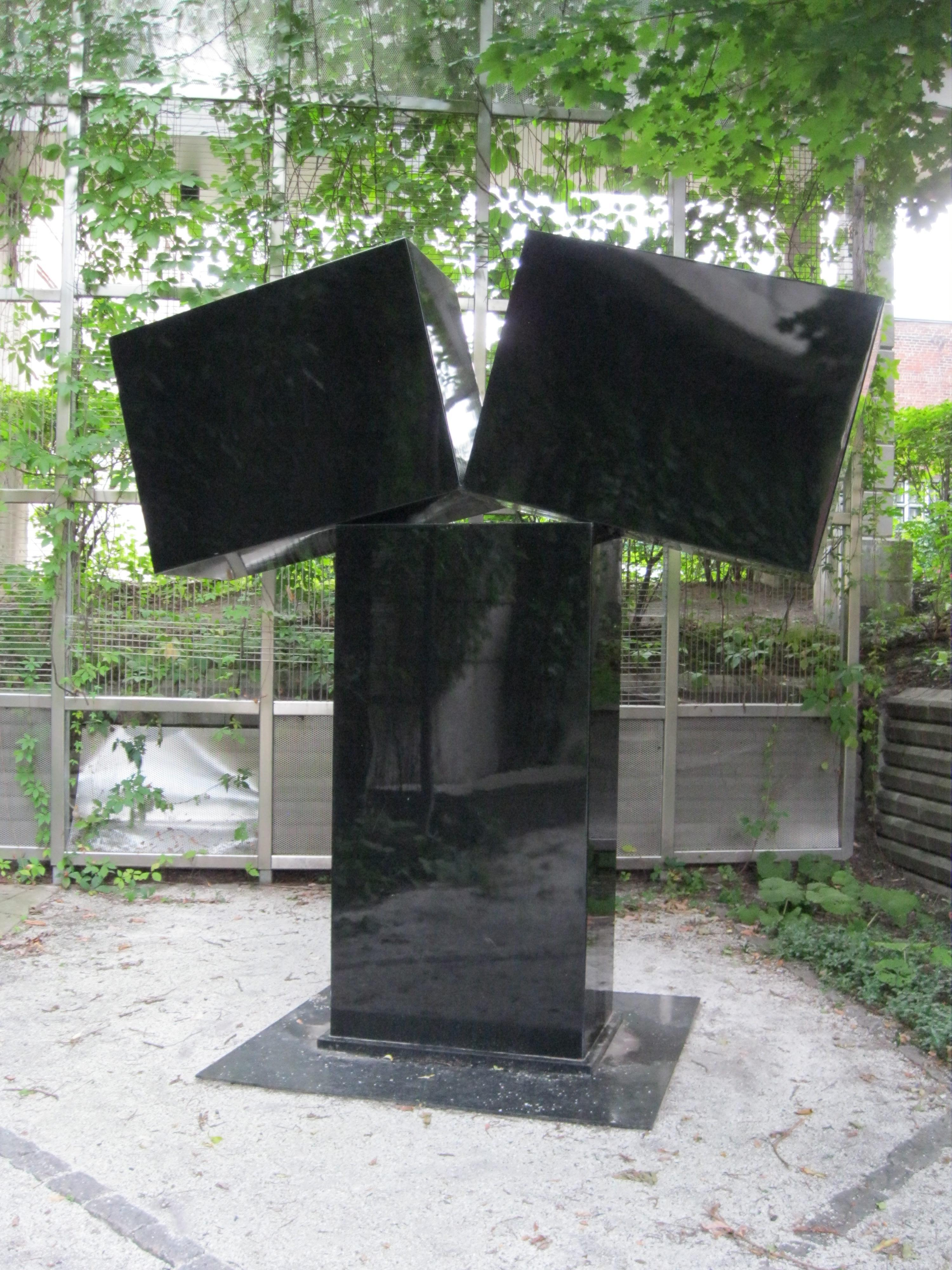
Equinox, MBAM

## Œuvres
Les réalisations majeures de Kosso Eloul sont, une sculpture qui orne l'Ambassade du Canada à Pékin, Signalos, un immense obélisque à Mexico ainsi que Zen West, œuvre primée à Hakone au Japon. Toutefois la sculpture la plus marquante est probablement La flamme éternelle de Yad Vashem, construite en mémoire des victimes juives de la Shoah lors de la seconde guerre mondiale.
La Flamme éternelle

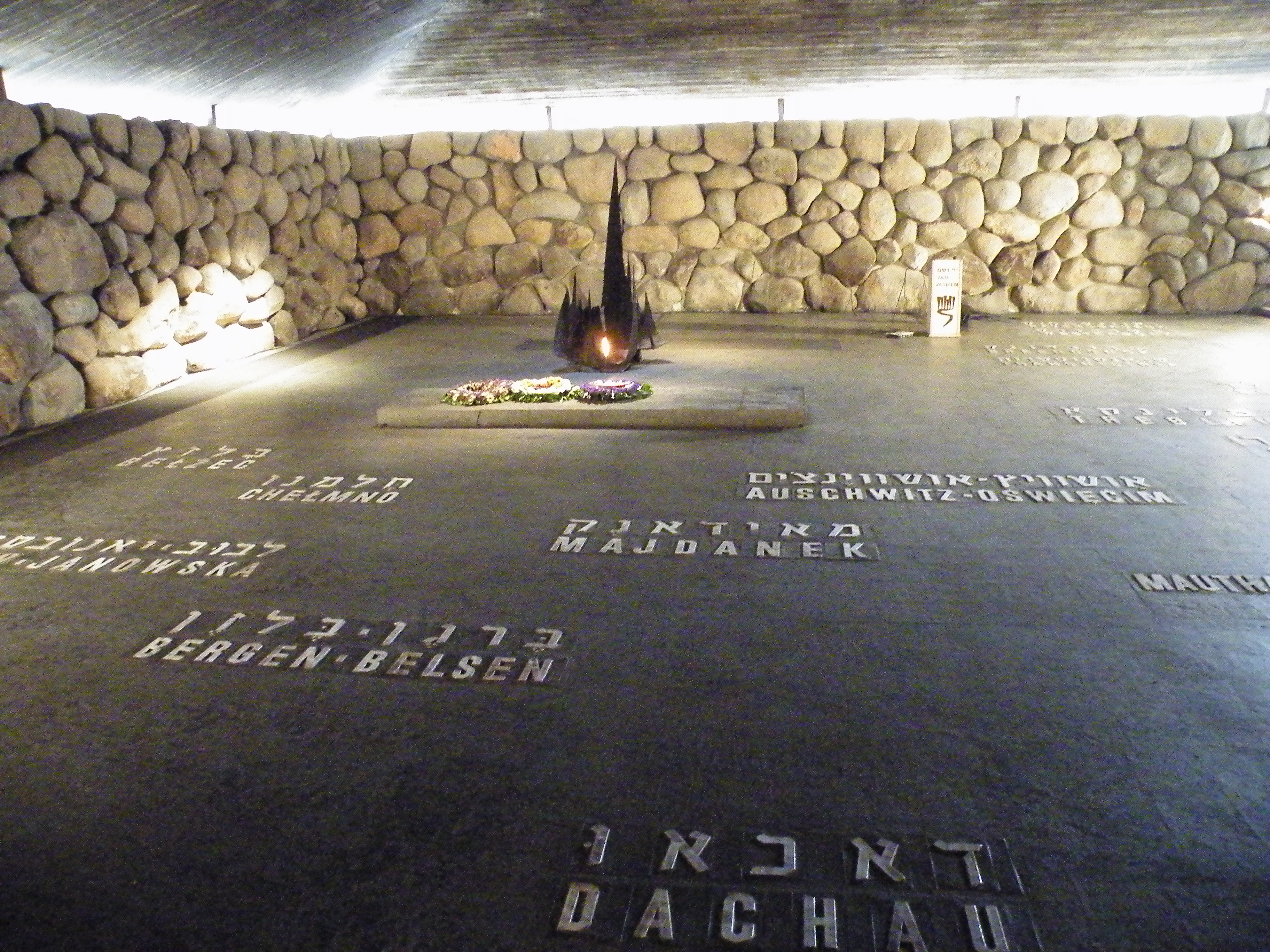
Flamme éternelle

Réalisée en 1960 sur le Mont du Souvenir à Yad Vashem sur le sol de Jérusalem, inaugurée en 1961, La flamme éternelle est une œuvre dédiée à la commémoration des victimes juives de la Shoah. Au creux d’une sculpture en bronze en forme de coupe, brûle éternellement une flamme devant laquelle, sous une pierre tombale, reposent les cendres de victimes nazies rapportées en Israël depuis les camps de concentration, d’extermination, ghettos, et autres lieux de massacres.  Choisis parmi la centaine de sites nazis à travers l’Europe, vingt-deux noms de ces lieux sont gravés sur le sol en mosaïque.
Le Sphinx, Optimax
L’œuvre Optimax a été réalisée pour le tout premier Symposium international de sculpture en Amérique du Nord, tenu à Montréal en 1964. Instauré par le sculpteur Robert Roussil, l’événement qui a rassemblé 11 sculpteurs de 9 pays, a reçu 40,000 visiteurs et a permis de faire entrer le Québec dans la modernité artistique et culturelle et d’y voir apparaître un art public abstrait. En plus d’ouvrir la voie à de nombreuses autres manifestations au Québec, il a favorisé la participation d’artistes canadiens à des symposiums étrangers.

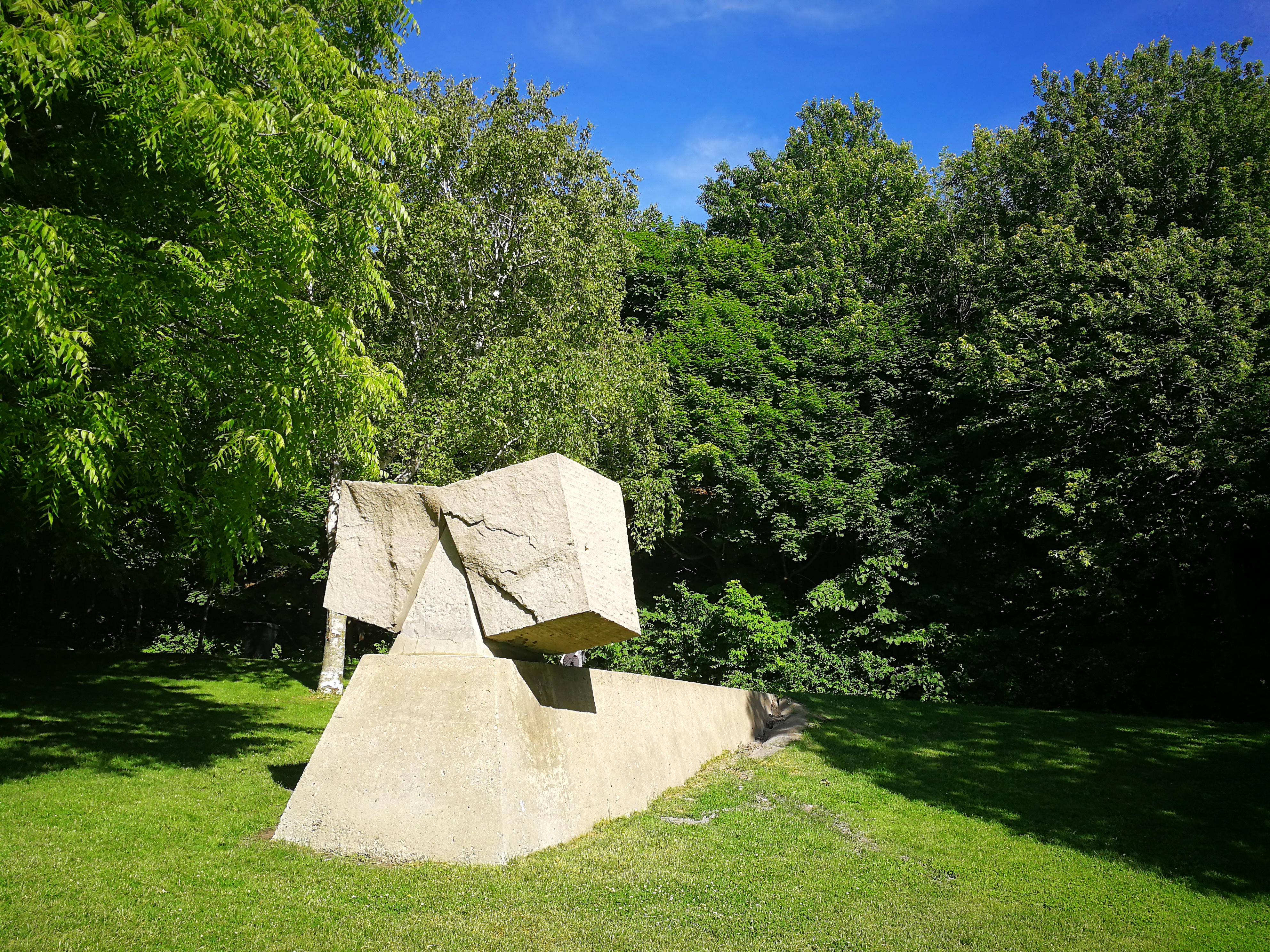

Cette sculpture abstraite est réalisée en calcaire et en béton armé, elle est constituée d’une base à l’horizontale, posée perpendiculairement au sentier, ce qui lui permet d’épouser la dénivellation du terrain de d’entretenir un lien étroit avec la topographie du lieu. D’une hauteur de 2,94 mètres, la sculpture comporte dans sa partie supérieure une pierre sédimentaire triangulaire et lisse originalement rouge, sur laquelle s’appuient deux pierres rectangulaires dont la surface est texturée par des traits horizontaux, ce qui a comme particularité de produire un contraste dans leur traitement. Cette œuvre existe en deux autres exemplaires dont une se trouve au Musée des beaux-arts de l’Ontario, à Toronto et l’autre au Rose Art Museum de Boston.

## Prix et distinctions
·       2e Prix - Compétition internationale de sculpture, Japon, 1981
·       Médaille de réussite de la ville de Mexico, 1978
·      Prix Dizengoff pour sa sculpture Prisonnier, Musée d’art de Tel Aviv, 1951

## Expositions
Expositions individuelles (sélection)
·      1984: Municipal Art Gallery, Los Angeles
·      1981: Gallery Quan, Toronto
·      1980: Don Steward Gallery, Montréal
·      1980: Kosso Eloul: Celebration of the Arch, Art Gallery of Hamilton
·      1979: The Koffler Centre of the Art, Toronto
·      1977: West End Gallery, Edmonton
·      1976-1977: Musée des beaux-arts de l’Ontario, Galerie d’art de Coburg, Toronto, Sudbury
·      1974: Marlborough Godard, Toronto
·       1969: Gordon Gallery, Tel Aviv
·       1951: Musée des beaux-arts de Tel-Aviv, Tel Aviv